# Molossops
Los murciélagos  (Molossops) forman un género de quirópteros el cual integra la familia Molossidae. Está compuesto por 2 especies que habitan en selvas y bosques de Sudamérica.

## Taxonomía
Este género fue descrito originalmente en el año 1866 por el naturalista y explorador alemán Wilhelm Peters.
Cynomops fue tratado anteriormente como un subgénero de Molossops, pero desde 1993 es considerado al nivel genérico.

### Subdivisión
Este género se compone de 2 especies, las que anteriormente integraban el subgénero homónimo:
- Molossops neglectus Williams & Genoways, 1980
- Molossops temminckii (Burmeister, 1854)

El género Molossops estaba compuesto por otros dos subgéneros: “Cabreramops” (con la especie Molossops aequatorianus) y “Neoplatymops” (con la especie Molossops mattogrossensis), pero ambos fueron elevados a sus propios géneros monotípicos (Cabreramops aequatorianus y Neoplatymops mattogrossensis respectivamente).

## Distribución
Sus especies fueron referidas en ecosistemas boscosos, tropicales y subtropicales de América del Sur, desde Colombia, Venezuela y las Guayanas por el norte hasta Uruguay y el centro de la Argentina por el sur.